# 古坑 (大字)
古坑，原稱為庵古坑，是台灣雲林縣古坑鄉的一個傳統地域名稱，也是全鄉行政中心所在地，位於該鄉中部偏西。相較於今日行政區，其範圍大致包括湳仔村、西平村南大半部、朝陽村西半葉的南部、古坑村不含西部凸出部分的南半部、永光村東北部邊界地帶。

## 歷史
台灣清治末期至日治初期，古坑地區為一街庄，稱為「庵古坑庄」，隸屬於他里霧堡。該庄輪廓呈西北—東南走向狹長形，北及東北與水碓庄為鄰，東南與高林仔頭庄為鄰，南邊及西南邊為苦苓腳庄、崁頭厝庄、蔴園庄，西北邊為溫厝角庄、溝子垻庄。
1901年（日治明治三十四年）11月，全台廢縣廳改設二十廳，該庄隸屬於斗六廳。1903年（明治三十六年）6月，該庄編入「崁頭厝區」，隸屬於斗六廳。1909年（明治四十二年）10月，合併二十廳為十二廳，崁頭厝區改隸屬於嘉義廳。1920年（大正九年），全台地方制度大改正，廢十二廳改設五州二廳，該庄改制並改名為「古坑」大字，隸屬於臺南州斗六郡古坑庄。
戰後古坑庄改制為古坑鄉，隸屬於臺南縣，大字亦改制為村。1950年10月，雲、嘉、南分治，古坑鄉改隸屬雲林縣。

## 聚落
本地區發展較早的聚落為下湳仔、頂湳仔、雙廍崙、庵古坑、大平頂等，在日治期初期的官方地圖上已有記載。

## 交通
國道3號又稱「福爾摩沙高速公路」，是貫穿台灣西部的兩條縱向高速公路之一，大致以北向南轉北北東—南南西走向經過古坑地區中部，並於境內與縣道158甲線交會處設有古坑交流道南側匝道（僅供南入北出），其與北側縣道149甲線交會處的古坑交流道北側匝道（僅供南出北入）共同形成一組交流道；兩者之間夾有古坑系統交流道，位於與省道台78線（東西向快速公路－台西古坑線）東側端交會處。由此等可快速前往台灣南北各地及雲林縣中、西部。
省道台3線（仁義路）俗稱「內山公路」，是臺北至屏東的幹道，大致以北北西—南南東走向轉北向南再轉北北西—南南東走向經過本地區西部。由該道路向北北西經省道台78線古坑交流道後轉北可前往斗六、林內、竹山、名間等地；向南南東可前往梅山、竹崎、番路西部、中埔等地。
省道台78線即「東西向快速公路－台西古坑線」，是雲林縣境內的東西向快速公路，其東側端點（古坑端）位於本地區北部邊界外不遠處的國道3號古坑系統交流道。由此向西北西繞大彎轉西南西經省道台3線交會處的古坑交流道後可前往斗南、虎尾南部、土庫、元長北部、東勢、台西等地。
縣道154乙線（中山路）是莿桐鄉饒平（樹子腳）至古坑鄉永光的道路，大致以北北西—南南東走向由本地區北部邊界中西側入境後，至古坑聚落經縣道158甲線左側（朝陽路）路口後與其共線約50公尺，至縣道158甲線右側（西平路）路口轉東南獨行後再轉南微東再轉西南微南出聚落以至出境。由該道路向北北西可前往水碓、大崙東部、大潭東部、斗六市區、海豐崙西部、竹圍子西南部、大埔尾東部、麻園西南端、麻園與樹子腳交界地帶、樹子腳（饒平）並止於縣道154號路口；向西南微南可前往麻園並止於省道台3線路口。
縣道158甲線（古坑路、西平路、中山路、朝陽路）是台西鄉崙子頂至竹山鎮桶頭的道路，大致以西北西—東南東走向由本地區西部邊界入境後，經省道台3線路口，至古坑聚落的縣道154乙線路口轉北微西與其共線約50公尺，至朝陽路路口轉東南獨行，其後轉東再轉東微北出聚落，經國道3號古坑交流道南側匝道（僅供南入北出）後續行，其後轉東南東再轉東南，經石頭公園後轉南再轉南南西，再轉東南經石牛溪大埔橋於本地區北部中央凸出部分的東側邊界出境。由該道路向西北西可前往斗南、土庫、褒忠、東勢北部、台西等地；向東南可前往水碓東南端、高厝林子頭東南部、桶頭並止於其中部偏北的縣道149號路口。
鄉道雲199線是古坑至大湖口的道路，其北側端點（起點）位於古坑聚落中央偏東北的縣道158甲線路口。由此向南南西轉南微西再轉東南微南出聚落後不遠處出境，可前往崁頭厝地區南部的大湖口聚落並止於鄉道雲210線路口。
鄉道雲202線是下湳仔至古坑的道路，其西側端點（起點）位於本地區西部邊界上的縣道158甲線路口。由此向南微西轉南南東沿邊界而行，其後轉東南東入境，經崙子聚落轉東北東再轉東南東，經省道台3線路口後轉東北東，到達古坑聚落後轉北北東再轉東北東並止於聚落中央地帶的縣道154乙線路口。

## 學校
- 古坑國中
- 古坑國小